# Società Anonima Italiana Gomma Sintetica
Società Anonima Italiana Gomma Sintetica (abbreviato SAIGS) è stata una azienda italiana che aveva come scopo la produzione di gomma sintetica.

## Storia
Nel 1939 la società Pirelli, abbandonati i progetti di trovare un succedaneo al lattice hevea brasiliensis di cui si prevedeva l'interruzione degli afflussi per l'immanente guerra, decise di puntare, con l'aiuto dei IRI, sulla produzione di gomma sintetica.
Il 14 settembre 1939 viene così fondata a Milano Società Anonima Italiana Gomma Sintetica partecipata al 50% da IRI ed al 50% da Pirelli.
Nel 1949 i due azionisti cedono SAIGS a Montecatini.

## Produzione
Furono avviati due faraonici progetti basati su due tecnologie completamente differenti.

### Gomma sintetica da alcol
Lo stabilimento fu costruito nell'ambito del Polo Chimico di Ferrara. La localizzazione fu scelta per la disponibilità di melasse da zuccherifici da cui estrarre alcol etilico e vennero adibiti 50 ettari per la costruzione di impianti. La gomma sintetica in quel periodo crebbe d'importanza grazie al suo impiego in fatti bellici, e nel 1942 l'industria poté contare sulle ricerche e le scoperte di Giulio Natta. Questo stabilimento ebbe un'importanza strategica senza eguali dato il suo ruolo di unico produttore di gomma durante la seconda guerra mondiale. Gli impianti avevano una capacità annua di 8000 tonnellate di gomma e utilizzavano le tecnologie Pirelli e le conoscenze sviluppate nell'impianto pilota di Milano Bicocca. Due anni dopo l'avvio delle attività, nel 1944, le attività si fermano causa le difficoltà di rifornimento arrecate dai continui bombardamenti. Alla conclusione del conflitto, i danni riportati non furono importanti e, tranne per alcune macchine sequestrate dai tedeschi, portate a Merano e recuperate in breve tempo, la lavorazione si poté riprendere occupando 400 operai contro i 1300 del 1943. A quel punto però la situazione commerciale della gomma risultava oramai compromessa data la mancanza di richiesta causata dalla fine della guerra e dalla scarsità della materia prima del processo di produzione, l'alcol, che era appena sufficiente per soddisfare le necessità dell'industria farmaceutica e di quella liquoriera. Fu allora che lo stabilimento fu ceduto alla Montecatini.

### Gomma sintetica da butadiene
Un secondo processo di fabbricazione a livello industriale fu quello da butadiene secondo il brevetto tedesco di Buna Werker La collocazione venne scelta a Terni perché il butadiene aveva come suo precursore l'aldeide acetica, a sua volta ricavato dal Carburo di calcio e a Papigno c'era uno dei pochi centri italiani per la produzione appunto di carburo di calcio, con utilizzo dell'energia elettrica prodotta dalle cascate delle Marmore. Nonostante i grandi investimenti fatti, nel 1943 gli impianti non erano ancora produttivi e dopo l'8 settembre furono smontati dai tedeschi e non più riavviati.
Nel 1949 il complesso industriale fu riaperto a cura del gruppo Montecatini, che nel 1951 fondò Polymer.